# Selsey
Selsey – miasto w południowej Anglii (Wielka Brytania), w hrabstwie West Sussex, położone nad kanałem La Manche, nad przylądkiem Selsey Bill, na półwyspie Manhood, ok. 11 km na południe od Chichester.
Miasto znane już w czasach rzymskich. Rzymianie opuścili Selsey około roku 400, wyparci przez Sasów. W czasach późniejszych miasto było lokalnym portem rybackim. W XX wieku rozwinęło się w ośrodek letniskowy o znaczeniu ponadregionalnym.

## Turystyka
W granicach Selsey mieści się centrum wakacyjne West Sands Holiday Centre goszczące latem ok. 15 000 turystów i uważane za jedno z największych tego typu w Europie.